# Otanj
Otanj (en serbe cyrillique : Отањ) est un village de Serbie situé dans la municipalité de Požega, district de Zlatibor. Au recensement de 2011, il comptait 322 habitants.

## Démographie
| 1948 | 1953 | 1961 | 1971 | 1981 | 1991 | 2002 | 2011 |
| ---- | ---- | ---- | ---- | ---- | ---- | ---- | ---- |
| 578  | 591  | 586  | 533  | 504  | 450  | 412  | 322  |

|  |

## Personnalité
Le héros national Milorad Bondžulić (1917-1943) est né à Otanj.